# Lippenvergrößerung

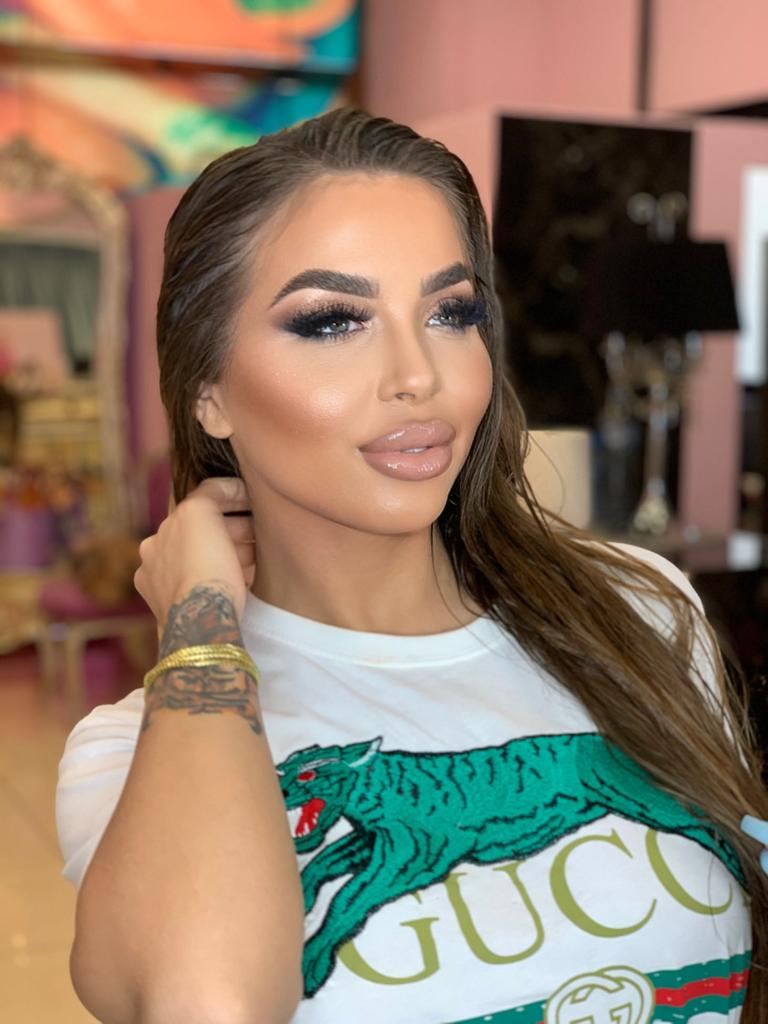
Frau mit Lippenvergrößerung

Bei einer Lippenvergrößerung handelt es sich um einen Eingriff, der meist im Rahmen einer Schönheitsoperation durchgeführt wird. Dabei bedient man sich verschiedener Verfahren, die zu einem größeren Volumen verhelfen in der Hoffnung auf eine schönere Form. Bei dem Eingriff können jedoch auch die sogenannten Schlauchbootlippen entstehen.
Die Form der Lippen ist mit wenigen Ausnahmen (z. B. einer durch Erkrankungen, Entwicklungsstörungen oder durch eine andere Ursache entstandene Lippen-Kiefer-Gaumenspalte) genetisch vorgegeben.

## Geschichte

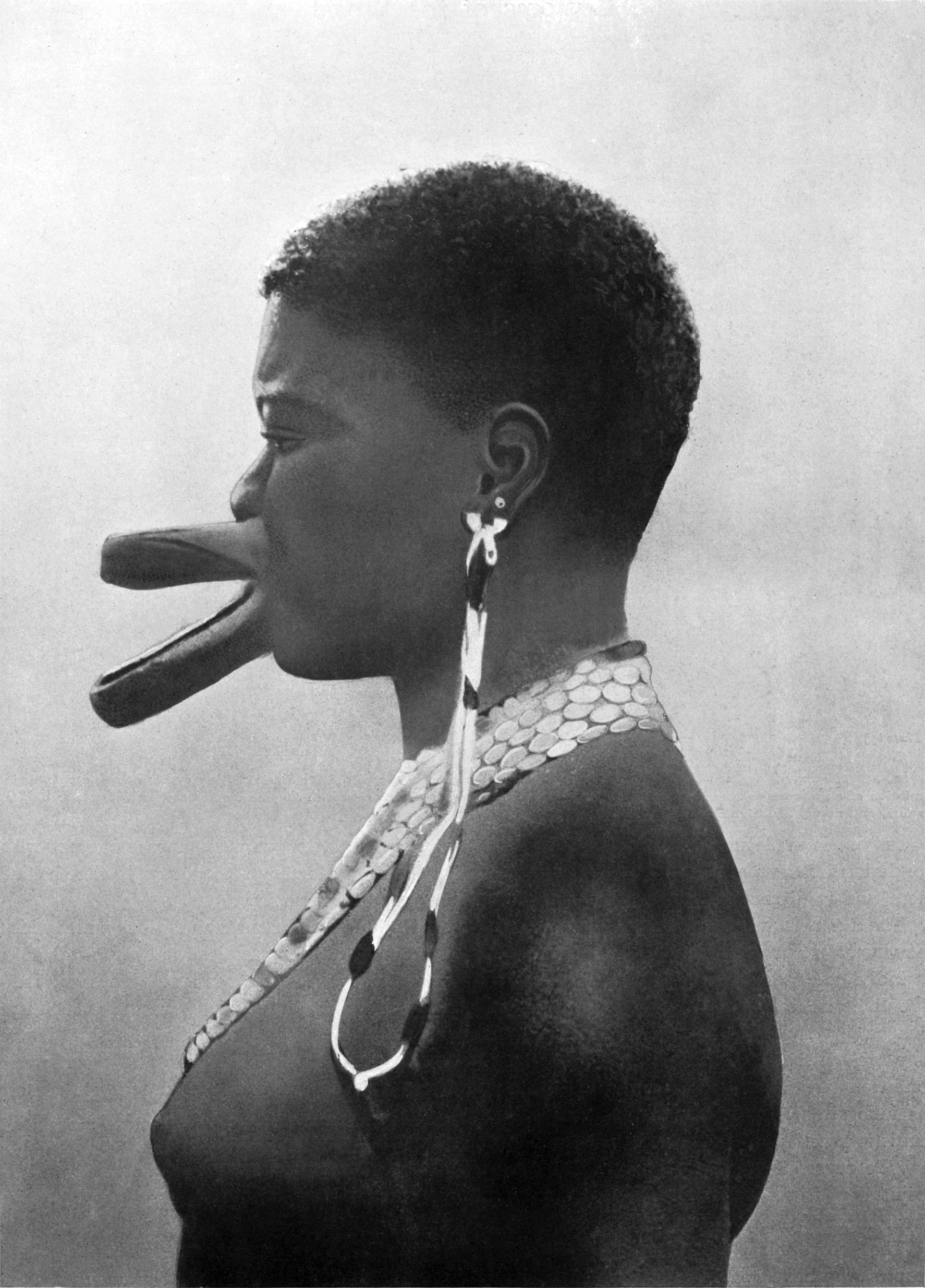
Lippenvergrößerung um 1913

Das Schönheitsideal bei körperlichen Attributen ist über die Jahrhunderte einem Wandel unterworfen. Das sogenannte Kindchenschema jedoch kommt nicht aus der Mode. Die Verhaltungsforschung zeigt, dass ein gewisser Typ mit großem Kopf, runden Augen, einer kurzen Nase und vollen, dicken Lippen besonders positiv konnotiert wird, ein symmetrischer Mund wirkt attraktiv. 
Bereits bei den Naturvölkern Afrikas und Südamerikas galten große Lippen als ein Schönheitsideal. Diese wurden durch einfache mechanische Hilfsmittel, bspw. aus Holz oder Keramik modifiziert, bis hin zu den Tellerlippen.

## Lippenvergrößerung durch körperfremde Materialien
Die Korrektur der Lippen ist eine der am häufigsten durchgeführten Schönheitsoperationen. Nicht jedes Verfahren bringt dauerhaft den gewünschten Erfolg. Bei einem Implantat hingegen hält die Aufpolsterung an. Wichtig dabei ist der Einsatz von körperfremden Stoffen, die gut angenommen werden. In der Vergangenheit hat sich das Kunstmaterial Gore-Tex oder feine Silikonfäden bewährt. Diese Methode wird von plastischen Chirurgen angewandt. Es sind zwei kleine Schnitte an den Mundwinkeln erforderlich, die Kunststofffäden werden an den Lippenrändern platziert. Implantate bieten gegenüber anderen Verfahren einige Vorteile. Zum einen sind Silikoneinlagen in verschiedenen Größen und Ausführungen erhältlich. Außerdem lassen sich die Implantate wieder entfernen, sollte der Eingriff nicht den gewünschten Effekt erzielen.

## Lippenvergrößerung durch Aufspritzen
Zum Aufspritzen der Lippen wird häufig Hyaluronsäure verwendet, ein Stoff, der auch im menschlichen Körper von Natur aus vorkommt. Dabei handelt es sich um ein Zuckerderivat und ist unter anderem im Bindegewebe zu finden. Hyaluronsäure bindet Flüssigkeit an sich und wird daher auch häufig zum Unterspritzen von Falten verwendet. Da die Substanz vom Körper selbst produziert werden kann, ist sie in der Regel gut verträglich. Außerdem ist sie leicht formbar und lässt sich vom Fachmann während der Injektion gut verteilen. Einen Nachteil gibt es allerdings beim Unterspritzen mit Hyaluronsäure: Sie wird vom Körper innerhalb von 12 Monaten abgebaut. Aus diesem Grund ist eine regelmäßige Nachbehandlung notwendig, um die Lippen dauerhaft zu vergrößern.

## Lippenvergrößerung durch körpereigene Substanzen
Bei jedem Implantat besteht das Risiko der Abstoßung durch den Körper. Um diesem Nachteil zu entgehen, entwickeln Schönheitschirurgen immer neue Methoden. Eine davon ist die Injektion körpereigener Substanzen. In den letzten Jahren hat sich die Fettinjektion bewährt. Dabei wird von einem anderen Körperteil (meist am Bauch, Gesäß oder Oberschenkel) Fett abgesaugt und unter sterilen Bedingungen in die Lippen injiziert. Dabei handelt es sich um relativ geringe Mengen von 2 bis 5 Milliliter. Eine weitere Möglichkeit ist, die mittlere Schicht der Haut (Lederhaut) zu verpflanzen, um die Lippen aufzupolstern. Dabei handelt es sich allerdings nicht um einen Routineeingriff. Die Haut muss von einer anderen Körperstelle entnommen werden und es ist mit dauerhafter Narbenbildung zu rechnen. Nach der Behandlung mit Eigenfett sollte man auf die behandelten Stellen keinesfalls Druck ausüben. Körperliche Anstrengung ist in den ersten Tagen nach dem Eingriff ebenso zu vermeiden wie die direkte Sonneneinstrahlung.

## Lippenvergrößerung durch chirurgische Maßnahmen
Die plastische Chirurgie ermöglicht mit verschiedenen Verfahren, durch eine Lippenvergrößerung den gesamten Gesichtsbereich zu verändern.
Bei einer chirurgischen Vergrößerung der Lippen handelt es sich weder um ein Implantat noch um ein Unterspritzen. Dabei wird vielmehr das Lippenrot vergrößert, sodass der Mund voller und größer wirkt. Ein Streifen Haut wird am Lippenrand entnommen und das Lippenrot hochgezogen, nach außen gedreht und vernäht. Diese Technik erfordert ein großes Fachwissen und Erfahrung beim richtigen Setzen der Schnitte und beim Vernähen. Der Vorteil bei dieser Methode ist, dass keine fremden Substanzen wie Implantat oder körpereigene Stoffe wie Fettgewebe verwendet werden. Nach Abheilen der Narben wirken die Lippen sehr natürlich.